# Elezioni comunali in Toscana del 1997
Le elezioni comunali in Toscana del 1997 si tennero il 27 aprile (con ballottaggio l'11 maggio), e il 16 novembre (con ballottaggio il 30 novembre).

## Arezzo

### Montevarchi
| Candidati                            | Candidati                   | Voti                        | %     | Liste                              | Voti   | %     | Seggi |
| ------------------------------------ | --------------------------- | --------------------------- | ----- | ---------------------------------- | ------ | ----- | ----- |
|                                      | Rolando Nannicini           | 8.397                       | 55,70 | L'Ulivo                            | 5.427  | 45,52 | 10    |
| Partito della Rifondazione Comunista | Rolando Nannicini           | 8.397                       | 55,70 | 1.774                              | 14,88  | 3     |       |
|                                      | Felice Torzini              | 6.077                       | 40,31 | Lista Civica di Centro-destra      | 2.850  | 23,90 | 4     |
| Lista Civica                         | Felice Torzini              | 6.077                       | 40,31 | 1.384                              | 11,61  | 2     |       |
| Seggio al candidato sindaco          | Seggio al candidato sindaco | Seggio al candidato sindaco | 40,31 | 1                                  |        |       |       |
|                                      | Fabio Rossi                 | 602                         | 3,99  | Movimento Sociale Fiamma Tricolore | 488    | 4,09  | -     |
| Totale                               | Totale                      | 15.076                      | 100   |                                    | 11.923 | 100   | 20    |

## Firenze

### Figline Valdarno
| Candidati | Candidati        | Voti   | %     | Liste                                                        | Voti   | %     | Seggi |
| --------- | ---------------- | ------ | ----- | ------------------------------------------------------------ | ------ | ----- | ----- |
|           | Silvano Longini  | 5.846  | 54,45 | L'Ulivo                                                      | 5.644  | 54,64 | 12    |
|           | Adriano Pucci    | 2.087  | 19,44 | Forza Italia-Alleanza Nazionale-Centro Cristiano Democratico | 1.991  | 19,27 | 4     |
|           | Andrea Gasparro  | 1.057  | 9,85  | Partito della Rifondazione Comunista                         | 1.029  | 9,96  | 2     |
|           | Ruggero Bongiani | 924    | 8,61  | Cristiani Democratici Uniti                                  | 867    | 8,39  | 1     |
|           | Audo Farri       | 547    | 5,10  | Lista Civica                                                 | 548    | 5,30  | 1     |
|           | Costantino Ciari | 275    | 2,56  | Lega Nord                                                    | 251    | 2,43  | -     |
| Totale    | Totale           | 10.736 | 100   |                                                              | 10.330 | 100   | 20    |

## Grosseto

### Grosseto
| Candidati                     | Candidati                     | Voti                        | %     | Liste                                | Voti   | %     | Seggi |
| ----------------------------- | ----------------------------- | --------------------------- | ----- | ------------------------------------ | ------ | ----- | ----- |
|                               | Alessandro Antichi ✔️ Sindaco | 25.889                      | 51,30 | Alleanza Nazionale                   | 9.016  | 19,58 | 8     |
| Forza Italia - CCD - CDU      | Alessandro Antichi ✔️ Sindaco | 25.889                      | 51,30 | 6.617                                | 14,37  | 6     |       |
| Lista civica                  | Alessandro Antichi ✔️ Sindaco | 25.889                      | 51,30 | 3.400                                | 7,38   | 3     |       |
| Movimento Autonomista Toscano | Alessandro Antichi ✔️ Sindaco | 25.889                      | 51,30 | 3.281                                | 7,13   | 3     |       |
| Lista civica                  | Alessandro Antichi ✔️ Sindaco | 25.889                      | 51,30 | 168                                  | 0,36   | -     |       |
|                               | Loriano Valentini             | 20.063                      | 39,76 | Partito Democratico della Sinistra   | 14.001 | 30,41 | 13    |
| Lista civica                  | Loriano Valentini             | 20.063                      | 39,76 | 2.095                                | 4,55   | 1     |       |
| Partito Popolare Italiano     | Loriano Valentini             | 20.063                      | 39,76 | 1.534                                | 3,33   | 1     |       |
| Rinnovamento Italiano         | Loriano Valentini             | 20.063                      | 39,76 | 1.074                                | 2,33   | 1     |       |
| Federazione dei Verdi         | Loriano Valentini             | 20.063                      | 39,76 | 466                                  | 1,01   | -     |       |
| Seggio al candidato sindaco   | Seggio al candidato sindaco   | Seggio al candidato sindaco | 39,76 | 1                                    |        |       |       |
|                               | Salvatore Allocca             | 3.821                       | 7,57  | Partito della Rifondazione Comunista | 3.638  | 7,90  | 3     |
|                               | Francesco Massimo Maggi       | 690                         | 1,37  | Partito Socialista                   | 750    | 1,63  | -     |
| Totale                        | Totale                        | 50.463                      |       |                                      | 46.040 |       | 40    |

## Lucca

### Pietrasanta
| Candidati                                                                     | Candidati                   | Voti                        | %     | Liste                  | Voti   | %     | Seggi |
| ----------------------------------------------------------------------------- | --------------------------- | --------------------------- | ----- | ---------------------- | ------ | ----- | ----- |
|                                                                               | Manrico Nicolai             | 8.348                       | 53,44 | Rifondazione Comunista | 3.051  | 22,51 | 6     |
| Partito Democratico della Sinistra                                            | Manrico Nicolai             | 8.348                       | 53,44 | 2.894                  | 21,35  | 5     |       |
| Partito Popolare Italiano-Rinnovamento Italiano-Partito Repubblicano Italiano | Manrico Nicolai             | 8.348                       | 53,44 | 1.004                  | 7,41   | 1     |       |
|                                                                               | Umberto Guidugli            | 6.091                       | 38,99 | Alleanza Nazionale     | 2.627  | 19,38 | 3     |
| Forza Italia                                                                  | Umberto Guidugli            | 6.091                       | 38,99 | 1.954                  | 14,42  | 2     |       |
| Centro Cristiano Democratico-Cristiani Democratici Uniti                      | Umberto Guidugli            | 6.091                       | 38,99 | 887                    | 6,54   | 1     |       |
| Seggio al candidato sindaco                                                   | Seggio al candidato sindaco | Seggio al candidato sindaco | 38,99 | 1                      |        |       |       |
|                                                                               | Pietro Ratti                | 707                         | 4,53  | Libera Proposta        | 694    | 5,12  | 1     |
|                                                                               | Maria Giulia Biagi Carella  | 475                         | 3,04  | Lista Civica           | 444    | 3,28  | -     |
| Totale                                                                        | Totale                      | 15.621                      | 100   |                        | 13.555 | 100   | 20    |

## Pistoia

### Pescia
| Candidati                 | Candidati                   | Voti   | %     | Liste                                                    | Voti   | %     | Seggi |
| ------------------------- | --------------------------- | ------ | ----- | -------------------------------------------------------- | ------ | ----- | ----- |
|                           | Renzo Giuntoli              | 5.357  | 46,30 | Partito Democratico della Sinistra                       | 3.304  | 30,88 | 8     |
| Rinnovamento Italiano     | Renzo Giuntoli              | 5.357  | 46,30 | 826                                                      | 7,72   | 2     |       |
| Partito Popolare Italiano | Renzo Giuntoli              | 5.357  | 46,30 | 436                                                      | 4,07   | 1     |       |
| Federazione dei Verdi     | Renzo Giuntoli              | 5.357  | 46,30 | 413                                                      | 3,86   | 1     |       |
|                           | Roberto Franchini           | 1.907  | 16,48 | Alleanza Nazionale                                       | 1.833  | 17,13 | 3     |
|                           | Alessandra Visani Cristiano | 1.721  | 14,87 | Rifondazione Comunista                                   | 1.443  | 13,49 | 2     |
|                           | Arturo Tintori              | 1.397  | 12,07 | Forza Italia                                             | 1.332  | 12,45 | 2     |
|                           | Carlo Corradini             | 1.189  | 10,28 | Centro Cristiano Democratico-Cristiani Democratici Uniti | 1.113  | 10,40 | 1     |
| Totale                    | Totale                      | 11.571 | 100   |                                                          | 10.700 | 100   | 20    |

## Siena

### Siena
| Candidati                            | Candidati                    | Voti                        | %     | Liste                              | Voti   | %     | Seggi |
| ------------------------------------ | ---------------------------- | --------------------------- | ----- | ---------------------------------- | ------ | ----- | ----- |
|                                      | Pierluigi Piccini ✔️ Sindaco | 23.176                      | 60,55 | Partito Democratico della Sinistra | 11.462 | 33,03 | 14    |
| Partito della Rifondazione Comunista | Pierluigi Piccini ✔️ Sindaco | 23.176                      | 60,55 | 2.746                              | 7,91   | 3     |       |
| Partito Popolare Italiano            | Pierluigi Piccini ✔️ Sindaco | 23.176                      | 60,55 | 2.644                              | 7,62   | 3     |       |
| Rinnovamento Italiano                | Pierluigi Piccini ✔️ Sindaco | 23.176                      | 60,55 | 1.904                              | 5,49   | 2     |       |
| Siena Duemila                        | Pierluigi Piccini ✔️ Sindaco | 23.176                      | 60,55 | 1.745                              | 5,03   | 2     |       |
| Socialisti Italiani Uniti (SI - PS)  | Pierluigi Piccini ✔️ Sindaco | 23.176                      | 60,55 | 815                                | 2,35   | 1     |       |
| Cristiano Sociali                    | Pierluigi Piccini ✔️ Sindaco | 23.176                      | 60,55 | 773                                | 2,23   | 1     |       |
|                                      | Senio Sensi                  | 13.620                      | 35,58 | Siena per le Libertà               | 7.144  | 20,59 | 8     |
| Lista civica                         | Senio Sensi                  | 13.620                      | 35,58 | 4.349                              | 12,53  | 4     |       |
| Seggio al candidato sindaco          | Seggio al candidato sindaco  | Seggio al candidato sindaco | 35,58 | 1                                  |        |       |       |
|                                      | Giovanni Giuliani            | 1.480                       | 3,87  | Federazione dei Verdi              | 1.117  | 3,22  | 1     |
| Totale                               | Totale                       | 38.276                      |       |                                    | 34.699 |       | 40    |